# Bullshit MC
Bullshit MC var en dansk kriminell motorcykelklubb som bildades 1979 och hade sitt högkvarter på Amager, Köpenhamn. Medlemmarna kom i första hand från Nøragersminderødderne MC och Filthy Few. Till förste president utsågs Henning Norberg Knudsen, kallad Makrellen. Han mördades den 25 maj 1984 av Hells Angelsmedlemmen Jørn Jønke Nielsen. Den 21 december 1985 avrättades den nye presidenten för Bullshit MC, Anker Walther Markus "Høvding", med åtta skott i ett dubbelmord på Bullshits stamställe værthuset Nemo i Christiania, Köpenhamn. De två mc-gängen utkämpade en lång och bitter kamp under mitten av 1980-talet som bland annat ledde till att tolv personer mördades. Efter mordet på Norberg Knudsen kontaktade Bullshit MC:s nye president Michael Linde Hells Angels för att avsluta den pågående konflikten. 1987 upplöstes Bullshit MC och kvarvarande medlemmar brände sina västar. Några av dem kom att bilda Bandidos MC Denmark 1993.